# Io e Max Minsky
Io e Max Minsky (Max Minsky und ich) è un film del 2007 diretto da Anna Justice e tratto dal romanzo Max Minsky und ich di Holly-Jane Rahlens.

## Trama
Nelly Sue Edelmeister è una ragazza tredicenne ebrea che vive a Berlino insieme ai genitori Benny e Lucy. Nelly è appassionata di astronomia ed è una grande sognatrice, infatti desidera incontrare il principe del Lussemburgo e l'unico modo per raggiungerlo è partecipare ad un torneo di pallacanestro dove ha preso parte la squadra della sua scuola e alla quale sarà presente anche il principe.
Mentre si prepara per il Bat mitzvah, conosce un ragazzo di nome Max Minsky che le insegna a giocare a pallacanestro e questo aiuta Nelly ad aprire la sua mente e a vivere la realtà.

## Distribuzione
- 23 agosto 2007 nella Bosnia-Erzegovina
- 6 settembre in Germania (Max Minsky und ich )
- 14 ottobre nei Paesi Bassi
- 3 aprile 2008 in Canada
- 14 luglio negli Stati Uniti (Max Minsky and Me)
- 22 agosto in Finlandia

## Riconoscimenti
- 2007 - Cinekid Film Award
  - Cinekid Film Award a Anna Justice
- 2007 - Sarajevo Film Festival
  - Miglior film a Anna Justice
- 2008 - German Film Awards
  - Candidatura Outstanding Children or Youth Film a Maria Köpf
- 2008 - Montréal International Children's Film Festival
  - Grand Prix de Montréal
- 2008 - Munich Film Festival
  - White Elephant a Anna Justice
  - White Elephant - Special Award a Zoe Moore
- 2008 - Tallinn Black Nights Film Festival
  - Miglior film per bambini a Anna Justice
- 2008 - Undine Awards
  - Nomination Miglior debutto femminile a Zoe Moore
- 2008 - Zlín International Film Festival for Children and Youth
  - Milos Macourek Award a Anna Justice